# THE WORKS OF TATSURO YAMASHITA Vol.1
『THE WORKS OF TATSURO YAMASHITA Vol.1 –山下達郎作品集 Vol.1–』（ザ・ワークス・オブ・タツロウ・ヤマシタ・ヴォリューム・ワン やましたたつろうさくひんしゅうヴォリューム・ワン）は、2004年4月に発売された山下達郎通算4作目のファンクラブ通信販売アルバム。

## 解説
山下達郎が作曲家として他アーティストに提供した作品を集めた、ファンクラブ通販企画CD。
山下はバンドのミュージシャンとしてスタートした当初、自分が将来どういう方向に進んでいくか考えもつかなかったという。いずれはレコード・プロデューサーを目指していたという事は機会のあるたびに語ってはいたが、それは音楽の世界の仕組みがわかりかけてきてからの事であって、最初は何がやりたくて音楽を始めたのか、今思い返してみてもあまりよくわからないという。それでも、バンドでの活動だけでは到底生活ができなかったため、コーラス、コマーシャル音楽、そして作曲、編曲など、あらゆる仕事をせざるを得なかったのだという。これらの仕事は一曲いくらという雇われ仕事で、山下にとっては現金収入を得る手段であると同時に結果的には、その後音楽業界で生きていくための修行の場ともなった。
数年経つと、自身の側から売り込みを行わなくてもレコード会社のディレクターや音楽出版社のプロデューサーから作曲や編曲の依頼が来るようになった。この当時、本職はシンガー・ソングライターである山下のようなミュージシャンが他の人に曲を提供する場合、大別して二通りの方向性があったとし、ひとつは当時主流だった歌謡曲の世界から作曲の依頼を受ける時は、大御所と呼ばれる作家によるヒット・シングルとは別の、アルバム中のアクセントやその歌手の新たなキャラクターの開拓といった要素を期待されるというもの。アン・ルイス等がそれにあたるとし、山下もそうした意図を汲んで作品を書いたという。もうひとつはロックやフォーク、ニュー・ミュージックといった、自分のフィールドに近いものであれば、自分の色を反映でき、人に書いたものでも自分が歌うのと同じ視線で作れ、より愛着のある作品が生まれるという。
一般にも知られているもの、逆に今はもう歴史に埋もれて聴くことさえままならないもの、決して数は多くはないが、こうした自分以外のシンガーやグループのために提供したそうした作品たちを、ひとまとめにしてCD化したいという願望は以前からずっと持っていた山下は実際、本作リリースの10年前から何度か実現に向けて交渉をしてきた。しかしその度に「他社のカタログが混在するパッケージは許可できない」という不可解なものや「ファン・クラブの通販などという販売形式には興味がない」など、門前払い同然にマスター・テープの貸し出しを拒まれてきた。それが、レコード業界の不況で、そんな官僚的な事も言ってられなくなったのか、構想十数年目にしてようやく実現の運びとなった。それでも、あきれるほど事務手続きの遅い会社や、以前は唯一許諾をくれたのに、10年の歳月で会社の体質が変わったのか、結局は貸し出しの回答無しというメジャー・カンパニーなど、選曲については全てが計画通りとは行かなかったものの、企画をスタートさせてからCDの形を成すまで一年近くかかったという。
とにかく今作は“第一集”として、未CD化や廃盤状態のものを最優先で編成したが、許諾等に手間取っているこの一年の間に、収録を予定していた数曲はCD化され発売されてしまったという。ただし、メジャー・カンパニーからリリースされる昨今のコンピレーションCDは、各社ともオリジナル・マスター・テープの第三者への貸し出しを渋るため、DATコピー使用でのリマスタリングを余儀なくされているという。そのためこのCDでは、山下自身がテープの移送に立ち会うことで、全てオリジナル・アナログ・マスター・テープからの直接のデジタルへの変換および、リマスタリングで作成されている。さらに山下自身はブックレット収載の解説にて「この調子で続編が作れればと思っていますが、なかなか…」と記している。
CDには山下による解説および曲目解説、そして各作品のレコード・ジャケットが掲載された。販売は山下のオフィシャル・ファンクラブとオフィシャルサイトで購入可能。

## 収録曲
1. WOMAN / フランク永井
  - Words & Music by 山下達郎
  - ℗1982 Victor Entertainment,Inc.
  - Licensed by Victor Entertainment,Inc.
  - 日本の音楽業界は1970年あたりを境にして世代間の音楽的ギャップが大きく、もっと世代を超えたコラボレーションを以前から望んでいた山下は、交渉のためフランク永井に直接話しに伺い、曲を歌ってもらえることとなった。しかし、それまでにあまりなかった試みゆえ、実際に始まるといくつもの問題が生じ、当初シングルを3枚出しその後アルバムを1枚作るというプランを持っていたものの、結局シングル1枚きりとなってしまった。複数の職業作詞家に詞を依頼したものの、山下の制作意図が十分に理解してもらえなかったため、最終的には自身で作詞をする結果となるなど、心残りも多いプロジェクトになってしまったが、苦労した分、作品にはひときわ愛着があるという[1]。
2. 愛のセレナーデ / フランク永井
  - Words by 伊藤銀次, Music by 山下達郎
  - ℗1982 Victor Entertainment,Inc.
  - Licensed by Victor Entertainment,Inc.
  - シングル「WOMAN」[2]のカップリング曲として制作されたこの曲は、もともとキングトーンズのために書かれた作品。1974年春、ロック関係の若いミュージシャンに発注した作品をキャラメル・ママが演奏するという企画でキングトーンズの15周年記念アルバムを制作する話が生まれ、当時2人で組んで何か作品を作ろうと話し合っていた山下と伊藤銀次は、早速キングトーンズのライヴを見に行き、10日ほどで3曲を書き上げた。ところが企画自体が立ち消えになってしまったため、発表の場を失ってしまった3曲のうち2曲は「DOWN TOWN」（シュガー・ベイブのシングル[3]）と「遅すぎた別れ」（『NIAGARA TRIANGLE Vol.1』[4]収録）としてその後発表され、最後まで残っていたこの曲もここでようやく発表された。
3. 酔いしれてDéjà Vu / 円道一成
  - Words by 山川啓介, Music by 山下達郎
  - ℗1984 BMG FUNHOUSE, INC.
  - 円道一成のデビュー・アルバム『RUN TO LIVE, LIVE TO RUN』[5]に山下は2曲書き下ろしている。山下自身、こうしたいわゆるサザン・ソウル・タイプのサウンドは好みではあっても自分用の作品で行うことはまずないので、その分いつも以上に力が入った仕事だったという[1]。後に山下のオールタイム・ベスト『OPUS 〜ALL TIME BEST 1975-2012〜』[6]初回限定盤のみ収録のボーナス・ディスクに“UNRELEASED DEMO VOCAL”として、オリジナル・マルチ・トラックのコピーに残っていたデモ・ヴォーカル・ヴァージョンが収録された。
4. L.A. BABE / 円道一成
  - Words by 大津あきら, Music by 山下達郎
  - ℗1984 BMG FUNHOUSE, INC.
  - 円道に提供したもう一曲であるここで聴かれる、山下自らが弾いているギターのパッセージは、自身のスタジオ・ワークの中でもっとも愛着があるもののひとつだとし、この2曲は曲・アレンジ・演奏とも本当に愛着のある曲だという[1]。
5. DREAM IN THE STREET / 池田典代
  - Words by 池田典代, Music by 山下達郎
  - ℗1980 TOKUMA JAPAN COMMUNICATIONS CO.,LTD.
  - Licensed by TOKUMA JAPAN COMMUNICATIONS CO.,LTD.
  - 池田典代は山下が下北沢ロフトや新宿ロフトに出演していた頃の知己で、1979年のアルバム・デビューに際し担当した一曲。アルバムは完成後、曲の差し替えやミックスのやり直しなどの複雑な経緯をたどった末、ほとんど宣伝されずにリリースされたという。その後、マスター・テープは長い間倉庫に保管されたままだった。本作中で最もレアな音源のひとつで、2種類存在するミックスのうち市販されたセカンド・ヴァージョンが本作には収録されている[1]。
6. 恋のブギ・ウギ・トレイン / アン・ルイス
  - Words by 吉田美奈子, Music by 山下達郎
  - ℗1979 Victor Entertainment,Inc.
  - Licensed by Victor Entertainment,Inc.
  - 1979年にアン・ルイスのアルバム『PINK PUSSY CAT』[7]をリリースした直後に再度シングルの依頼を受け、書き下ろされた作品。ディスコが好きだというアン・ルイスなのに、ディスコ・ビートの持ち歌がほとんどないのが不思議で、この曲が作られたという。山下自身、ディスコ・ビートは決して嫌いではないので、その後自身のコンサートでもレパートリーに加えられ、ライブ・アルバム『JOY』[8]にも収録されている。この曲にはファースト・プレスとセカンド・プレスとで機関車のSEの配置が異なるヴァージョンが2種類存在するが、本作にはファースト・プレス収録のヴァージョンが収録されている。
7. 愛・イッツ・マイ・ライフ / アン・ルイス
  - Words by 吉田美奈子, Music by 山下達郎
  - ℗1979 Victor Entertainment,Inc.
  - Licensed by Victor Entertainment,Inc.
  - シングル「恋のブギ・ウギ・トレイン」[9]のカップリング曲として制作された作品。アン・ルイスはこの後、竹内まりや作詞・作曲のシングル「リンダ」[10]を経て、それまでのアイドル歌謡路線から1980年代の歌謡ハード･ロック路線へと進んでいくが、山下とのこの仕事がそのきっかけ作りとなったという点では、少しは貢献できたのではと思っているという[1]。
  - ※ここまでの作品は全て、編曲も山下自身が手がけている。これ以降のものは純粋に作家としての提供作品で、編曲やディレクションには関わっていない。山下は「テイストの違いをお楽しみいただければと思います」と記している[1]。
8. 偽りのDJ / ダディ竹千代&東京おとぼけCATS
  - Words by 加治木剛, Music by 山下達郎
  - ℗1980 PONY CANYON INC.
  - Licensed by PONY CANYON INC.
  - ダディ竹千代こと加治木剛は70年代からの山下の友人で、作詞家として活動した後、自身のグループ“ダディ竹千代&東京おとぼけCATS”を結成する。音楽的にはいわゆるコミック・バンドの範疇だがその後の音楽シーンで活躍する、演奏力に長けたメンバーが多く在籍していたこともあって、当時の東京のサブカルチャーのシーンではマニアックな音楽ファンから支持を得ていた。この作品はダディが1979年にオールナイトニッポンのDJに就任した時に依頼されて書かれた作品。シングル[11]として発表された。
9. センチメンタル・ボーイ / 桜田淳子
  - Words by 岩沢律, Music by 山下達郎
  - ℗1979 Victor Entertainment,Inc.
  - Licensed by Victor Entertainment,Inc.
10. バカンスの終りに / 桜田淳子
  - Words by 島エリナ, Music by 山下達郎
  - ℗1979 Victor Entertainment,Inc.
  - Licensed by Victor Entertainment,Inc.
  - この2曲はどちらも、もともとビクターのとある女性アイドルのために書かれたが、そのアイドルが突然の引退により宙に浮いたままだったのを桜田淳子のディレクターが取り上げ、山下の知らない間にレコードになっていたという作品。曲先行だったので、歌謡曲の世界にありがちな、歌詞がいつ頃付けられたのかわからないパターンだという[1]。
11. メドレー：若いってことは〜愛はハーモニー〜若いってことは （ロック・ミュージカル「ハムレット」より）
  - 「若いってことは」Words by 中島梓, Music by 山下達郎
  - （「愛はハーモニー」Words by 松本隆, Music by 筒美京平）
  - ℗1979 BMG FUNHOUSE, INC.
  - 1979年、中野サンプラザ・ホール10周年記念イベントとして桑名正博・岩崎宏美主演によるロック・ミュージカル『ハムレット』が企画され、桑名の担当ディレクターが山下と同じ小杉理宇造だったことから、山下もこの企画に参加し、3曲を書き下ろした。この「若いってことは」は出演者全員の歌による、オープニング・テーマに相当する曲。中間部にメドレー形式で筒美京平 · 松本隆による「愛はハーモニー」が挿入されているが、省略すると進行が不自然になるので、部分的に編集して収録されている[1]。
12. 花のように / 岩崎宏美 （ロック・ミュージカル「ハムレット」より）
  - Words by 小林和子, Music by 山下達郎
  - ℗1979 BMG FUNHOUSE, INC.
  - オフィーリア役の岩崎宏美によって歌われた曲。舞台上での移動やダンスのために間奏が長くとられているが、省略すると不自然になるのでそのまま収録されている。
13. 兄妹のテーマ / 尾藤イサオ （ロック・ミュージカル「ハムレット」より）
  - Words by 小林和子, Music by 山下達郎
  - ℗1979 BMG FUNHOUSE, INC.
  - オフィーリアの死を悼む場面で、レアティーズ役の尾藤イサオによって歌われた曲。尾藤のファンである山下は、彼がこの曲を気に入ってくれたというのが嬉しい思い出だという[1]。
14. ゴーイング・バック / センチメンタル・シティ・ロマンス
  - Words by 山下達郎, Music by 細井豊
  - ℗1983 UNIVERSAL J, A UNIVERSAL MUSIC COMPANY
  - Licensed by UNIVERSAL J,A UNIVERSAL MUSIC COMPANY
  - ここからの2曲は、山下が作詞のみを担当している作品。詞だけ依頼してくるというのは知り合い以外になく、この曲はセンチメンタル・シティ・ロマンス1984年のシングル曲[12]。都会の生活に疲れ、故郷に帰ってやり直すという男女の話で、自身の作品ではまず書かないテーマであるが、メンバーにはとても気に入ってもらえたという[1]。
15. フェアリー / 村松邦男
  - Words by 山下達郎, Music by 村松邦男
  - ℗1983 TOKUMA JAPAN COMMUNICATIONS CO.,LTD.
  - Licensed by TOKUMA JAPAN COMMUNICATIONS CO.,LTD.
  - 村松邦男のファースト・ソロ・アルバム『GREEN WATER』[13]に収録された作品。山下によれば、村松は以前からSFやファンタジー、耽美的な文学が好きだったという。山下自身もかつてラヴクラフトなどを相当読んだ経緯があることから、作詞の依頼を受けたとき、迷わずそうした路線で行こうと決めて書いたものだという[1]。

## クレジット

### WOMAN
| Words & Music by 山下達郎      |
|                                |
| ©1982 by SMILE PUBLISHERS INC. |
|                                |

| フランク永井 |  | Lead Vocal                                                                         |
| 山下達郎     |  | - Electric Guitar (Left), - Glocken, Tubular Bell, - Percussion & Background Vocal |
| 青山純       |  | Drums                                                                              |
| 伊藤広規     |  | Bass                                                                               |
| 松木恒秀     |  | Electric Guitar (Right)                                                            |
| 清水信之     |  | Acoustic Piano & Electric Piano                                                    |
| 浜口茂外也   |  | Percussion                                                                         |
| 井上大輔     |  | Tenor Sax Solo                                                                     |
| 山川恵津子   |  | Background Vocal                                                                   |
| 鳴海寛       |  | Background Vocal                                                                   |
| 数原晋       |  | Trumpet                                                                            |
| 小林正弘     |  | Trumpet                                                                            |
| 向井滋春     |  | Trombone                                                                           |
| 粉川忠範     |  | Trombone                                                                           |
| 村岡建       |  | Tenor Sax                                                                          |
| 砂原俊三     |  | Baritone Sax                                                                       |

| 多忠明グループ Strings                              |
|                                                     |
| Arranged by 山下達郎                                |
| Strings arranged by 乾裕樹                          |
|                                                     |
| Recording & Mixing Engineer : 吉田保                |
| Recorded & Mixed at CBS SONY Roppongi in 1982       |
|                                                     |
| Originally released in 1982 VICTOR SV-7222 (SINGLE) |

### 愛のセレナーデ
| Words by 伊藤銀次              |
| Music by 山下達郎              |
|                                |
| ©1982 by SMILE PUBLISHERS INC. |
|                                |

| フランク永井 |  | Lead Vocal                                    |
| 山下達郎     |  | Electric Guitar, Acoustic Guitar & Percussion |
| 青山純       |  | Drums                                         |
| 伊藤広規     |  | Bass                                          |
| 佐藤博       |  | Acoustic Piano & Electric Piano               |
| 浜口茂外也   |  | Percussion                                    |
| 山川恵子     |  | Harp                                          |

| 多忠明グループ Strings                              |
|                                                     |
| Arranged by 山下達郎                                |
| Strings arranged by 乾裕樹                          |
|                                                     |
| Recording & Mixing Engineer : 吉田保                |
| Recorded & Mixed at CBS SONY Roppongi in 1982       |
|                                                     |
| Originally released in 1982 VICTOR SV-7222 (SINGLE) |

### 酔いしれてDéjà Vu
| Words by 山川啓介               |
| Music by 山下達郎               |
|                                 |
| ©1984 by TENDERBERRY MUSIC INC. |
|                                 |

| 円道一成   |  | Lead Vocal                     |
| 山下達郎   |  | Electric Guitar & Percussion   |
| 青山純     |  | Drums                          |
| 伊藤広規   |  | Electric Bass                  |
| 佐藤博     |  | Electric Piano & Hammond Organ |
| 浜口茂外也 |  | Percussion                     |
| EVE        |  | Background Vocals              |
| 数原晋     |  | Trumpet                        |
| 横山均     |  | Trumpet                        |
| 向井滋春   |  | Trombone                       |
| 粉川忠範   |  | Trombone                       |
| 村岡建     |  | Tenor Sax                      |
| 砂原俊三   |  | Baritone Sax                   |

|                                                                                |
| Arranged by 山下達郎                                                           |
|                                                                                |
| Recording & Mixing Engineer : 佐藤康夫                                         |
| Recorded & Mixed at CBS SONY Roppongi in 1984                                  |
|                                                                                |
| Originally released in 1984 AIR (RVC) RAL-8818 “RUN TO LIVE, LIVE TO RUN” (LP) |

### L.A. BABE
| Words by 大津あきら             |
| Music by 山下達郎               |
|                                 |
| ©1984 by TENDERBERRY MUSIC INC. |
|                                 |

| 円道一成 |  | Lead Vocal                                  |
| 山下達郎 |  | Electric Guitar, Hammond Organ & Percussion |
| 青山純   |  | Drums                                       |
| 伊藤広規 |  | Electric Bass                               |
| 佐藤博   |  | Electric Piano                              |
| EVE      |  | Background Vocals                           |
| 数原晋   |  | Trumpet                                     |
| 横山均   |  | Trumpet                                     |
| 向井滋春 |  | Trombone                                    |
| 粉川忠範 |  | Trombone                                    |
| 村岡建   |  | Tenor Sax                                   |
| 砂原俊三 |  | Baritone Sax                                |

|                                                                                |
| Arranged by 山下達郎                                                           |
|                                                                                |
| Recording & Mixing Engineer : 佐藤康夫                                         |
| Recorded & Mixed at CBS SONY Roppongi in 1984                                  |
|                                                                                |
| Originally released in 1984 AIR (RVC) RAL-8818 “RUN TO LIVE, LIVE TO RUN” (LP) |

### DREAM IN THE STREET
| Words by 池田典代                                |
| Music by 山下達郎                                |
|                                                  |
| ©1980 by ONGAGU NO TOMO SHA CORP., TOKYO, JAPAN. |
|                                                  |

| 池田典代 |  | Lead Vocal                                             |
| 山下達郎 |  | Electric Guitar (Left), Percussion & Background Vocals |
| 上原裕   |  | Drums                                                  |
| 田中章弘 |  | Electric Bass                                          |
| 椎名和夫 |  | Electric Guitar (Right)                                |
| 佐藤博   |  | Electric Piano                                         |
| 小林泉美 |  | Solina Strings                                         |

|                                                                              |
| Arranged by 山下達郎                                                         |
|                                                                              |
| Recording & Mixing Engineer : 松本裕                                         |
| Recorded at Sound Inn in 1979                                                |
| Mixed at Sunrise Studio Ikebukuro in 1979                                    |
|                                                                              |
| Originally released in 1980 ORANGE HOUSE ORF-5010 “Dream In The Street” (LP) |

### 恋のブギ・ウギ・トレイン
| Words by 吉田美奈子                         |
| Music by 山下達郎                           |
|                                             |
| ©1979 by WATANABE MUSIC PUBLISHING CO.,LTD. |
|                                             |

| アン・ルイス |  | Lead Vocal                                            |
| 渡嘉敷祐一   |  | Drums                                                 |
| 岡沢章       |  | Bass                                                  |
| 松木恒秀     |  | Electric Guitar                                       |
| 清水信之     |  | Acoustic Piano & Electric Piano                       |
| 斉藤ノブ     |  | Percussion                                            |
| 山下達郎     |  | Glocken, Tubular Bells, Percussion & Background Vocal |
| 吉田美奈子   |  | Background Vocal                                      |
| 数原晋       |  | Trumpet                                               |
| 小林正弘     |  | Trumpet                                               |
| 向井滋春     |  | Trombone                                              |
| 粉川忠範     |  | Trombone                                              |
| 村岡建       |  | Tenor Sax                                             |
| 砂原俊三     |  | Baritone Sax                                          |

| 多忠明グループ Strings                              |
|                                                     |
| Arranged by 山下達郎                                |
|                                                     |
| Recording & Mixing Engineer : 梅津達男              |
| Recorded & Mixed at Sound City in 1979              |
|                                                     |
| Originally released in 1979 VICTOR SV-6672 (SINGLE) |

### 愛・イッツ・マイ・ライフ
| Words by 吉田美奈子                         |
| Music by 山下達郎                           |
|                                             |
| ©1979 by WATANABE MUSIC PUBLISHING CO.,LTD. |
|                                             |

| アン・ルイス |  | Lead Vocal                      |
| 渡嘉敷祐一   |  | Drums                           |
| 岡沢章       |  | Bass                            |
| 松木恒秀     |  | Electric Guitar                 |
| 清水信之     |  | Acoustic Piano & Electric Piano |
| 椎名和夫     |  | Electric Guitar (Solo)          |
| 斉藤ノブ     |  | Percussion                      |
| 山下達郎     |  | Percussion & Background Vocal   |
| 吉田美奈子   |  | Background Vocal                |
| 数原晋       |  | Trumpet                         |
| 小林正弘     |  | Trumpet                         |
| 向井滋春     |  | Trombone                        |
| 粉川忠範     |  | Trombone                        |
| 村岡建       |  | Tenor Sax                       |
| 砂原俊三     |  | Baritone Sax                    |

| 多忠明グループ Strings                              |
|                                                     |
| Arranged by 山下達郎                                |
|                                                     |
| Recording & Mixing Engineer : 梅津達男              |
| Recorded & Mixed at Sound City in 1979              |
|                                                     |
| Originally released in 1979 VICTOR SV-6672 (SINGLE) |

### 偽りのDJ
| Words by 加治木剛                           |
| Music by 山下達郎                           |
|                                             |
| ©1980 by WATANABE MUSIC PUBLISHING CO.,LTD. |
|                                             |

| ダディ竹千代 |  | Lead Vocal |
| そうる透     |  | Drums      |
| なかよし三郎 |  | Bass       |
| キー坊金太   |  | Guitar     |
| ダニエル茜   |  | Guitar     |
| 近藤大       |  | Keyboards  |
| ボーン助谷   |  | Trombone   |

|                                                          |
| Arranged by 浦山秀彦                                     |
|                                                          |
| Recording & Mixing Engineer : Unknown                    |
| Recorded & Mixed at Hitokuchi-zaka Studio in 1980        |
|                                                          |
| Originally released in 1980 PONY CANYON 7A-0007 (SINGLE) |

### センチメンタル・ボーイ
| Words by 岩沢律                     |
| Music by 山下達郎                   |
|                                     |
| ©1979 by SUN MUSIC PUBLISHING, INC. |
|                                     |

| 桜田淳子               |  | Lead Vocal      |
| 渡嘉敷祐一             |  | Drums           |
| 渡辺直樹               |  | Bass            |
| 松原正樹               |  | Electric Guitar |
| 椎名和夫               |  | Electric Guitar |
| 難波弘之               |  | Keyboards       |
| 菅原裕紀               |  | Percussion      |
| 数原晋                 |  | Trumpet         |
| Unknown                |  | Trumpet         |
| JAKE H. CONCEPCION Sax |  |                 |
| 平内保夫               |  | Trombone        |
| Unknown                |  | Trombone        |

| 多忠明グループ Strings                                            |
|                                                                   |
| Arranged by 椎名和夫                                              |
|                                                                   |
| Recording & Mixing Engineer : 猪俣彰三                            |
| Recorded & Mixed at Victor Studio in 1979                         |
|                                                                   |
| Originally released in 1979 VICTOR SJX-20151 “PARTY IS OVER” (LP) |

### バカンスの終りに
| Words by 島エリナ                   |
| Music by 山下達郎                   |
|                                     |
| ©1979 by SUN MUSIC PUBLISHING, INC. |
|                                     |

| 桜田淳子   |  | Lead Vocal      |
| 渡嘉敷祐一 |  | Drums           |
| 渡辺直樹   |  | Bass            |
| 松原正樹   |  | Electric Guitar |
| 椎名和夫   |  | Electric Guitar |
| 難波弘之   |  | Keyboards       |
| 菅原裕紀   |  | Percussion      |

| 多忠明グループ Strings                                            |
|                                                                   |
| Arranged by 椎名和夫                                              |
|                                                                   |
| Recording & Mixing Engineer : 猪俣彰三                            |
| Recorded & Mixed at Victor Studio in 1979                         |
|                                                                   |
| Originally released in 1979 VICTOR SJX-20151 “PARTY IS OVER” (LP) |

### メドレー：若いってことは〜愛はハーモニー〜若いってことは

#### 若いってことは
| Words by 中島梓                           |
| Music by 山下達郎                         |
|                                           |
| ©1979 by JUN & KEI MUSIC PUBLISHERS, INC. |

#### 愛はハーモニー
| Words by 松本隆                           |
| Music by 筒美京平                         |
|                                           |
| ©1979 by JUN & KEI MUSIC PUBLISHERS, INC. |

#### 若いってことは
| Words by 中島梓                           |
| Music by 山下達郎                         |
|                                           |
| ©1979 by JUN & KEI MUSIC PUBLISHERS, INC. |
|                                           |

| 桑名正博             |  | Lead Vocal                 |
| 岩崎宏美             |  | Lead Vocal                 |
| 林敏明               |  | Drums                      |
| 東山光良             |  | Bass                       |
| 荒井清貴             |  | Electric Guitar            |
| 是方博邦             |  | Electric Guitar            |
| 難波正司             |  | Keyboards                  |
| 矢野誠               |  | Keyboards                  |
| 渡辺康行             |  | Percussion                 |
| 沢田はるゆき Trumpet |  |                            |
| 宮地利治             |  | Brass (Instrument Unknown) |
| 山中公生             |  | Sax                        |

|                                                                        |
| Arranged by 矢野誠                                                     |
|                                                                        |
| Recording & Mixing Engineer : 内沼映二 & 益本憲之                      |
| Recorded Live at Nakano Sunplaza Hall in 1979                          |
| Mixed at Onkio Haus in 1979                                            |
|                                                                        |
| Originally released in 1979 RVC RVL-4703〜4 “ROCK MUSICAL HAMLET” (LP) |

### 花のように
| Words by 小林和子                         |
| Music by 山下達郎                         |
|                                           |
| ©1979 by JUN & KEI MUSIC PUBLISHERS, INC. |
|                                           |

| 岩崎宏美 |  | Lead Vocal      |
| 林敏明   |  | Drums           |
| 東山光良 |  | Bass            |
| 荒井清貴 |  | Electric Guitar |
| 是方博邦 |  | Electric Guitar |
| 難波正司 |  | Keyboards       |
| 矢野誠   |  | Keyboards       |
| 渡辺康行 |  | Percussion      |
|          |  |                 |

| Arranged by 矢野誠                                                     |
|                                                                        |
| Recording & Mixing Engineer : 内沼映二 & 益本憲之                      |
| Recorded Live at Nakano Sunplaza Hall in 1979                          |
| Mixed at Onkio Haus in 1979                                            |
|                                                                        |
| Originally released in 1979 RVC RVL-4703〜4 “ROCK MUSICAL HAMLET” (LP) |

### 兄妹のテーマ
| Words by 小林和子                         |
| Music by 山下達郎                         |
|                                           |
| ©1979 by JUN & KEI MUSIC PUBLISHERS, INC. |
|                                           |

| 尾藤イサオ |  | Lead Vocal      |
| 林敏明     |  | Drums           |
| 東山光良   |  | Bass            |
| 荒井清貴   |  | Electric Guitar |
| 是方博邦   |  | Electric Guitar |
| 難波正司   |  | Keyboards       |
| 矢野誠     |  | Keyboards       |
| 渡辺康行   |  | Percussion      |
|            |  |                 |

| Arranged by 矢野誠                                                     |
|                                                                        |
| Recording & Mixing Engineer : 内沼映二 & 益本憲之                      |
| Recorded Live at Nakano Sunplaza Hall in 1979                          |
| Mixed at Onkio Haus in 1979                                            |
|                                                                        |
| Originally released in 1979 RVC RVL-4703〜4 “ROCK MUSICAL HAMLET” (LP) |

### ゴーイング・バック
| Words by 山下達郎               |
| Music by 細井豊                 |
|                                 |
| ©1984 by FUJIPACIFIC MUSIC INC. |
|                                 |

| 告井延隆 |  | Lead Vocal, Guitar & Background Vocal |
| 近藤文雄 |  | Drums & Background Vocal              |
| 久田潔   |  | Bass & Background Vocal               |
| 細井豊   |  | Keyboards & Background Vocal          |
| 中野督夫 |  | Guitar & Background Vocal             |

|                                                       |
| Arranged by センチメンタル・シティ・ロマンス          |
|                                                       |
| Recording & Mixing Engineer : 武田和豊                |
| Recorded & Mixed at POLYDOR in 1983                   |
|                                                       |
| Originally released in 1984 POLYDOR 7DX-1277 (SINGLE) |

### フェアリー
| Words by 山下達郎                        |
| Music by 村松邦男                        |
|                                          |
| ©1983 by VIRGO MUSIC PUBLISHING CO.,LTD. |
|                                          |

| 村松邦男 |  | Lead Vocal, Guitar, Bass & Percussion |
| 乾裕樹   |  | Keyboards                             |
| 難波弘之 |  | Keyboards                             |
| EPO      |  | Background Vocal                      |
| 安部恭弘 |  | Background Vocal                      |

|                                                             |
| Arranged by 村松邦男                                        |
|                                                             |
| Recording & Mixing Engineer : 森本誠                        |
| Recorded & Mixed at SOUND DESIGN in 1983                    |
|                                                             |
| Originally released in 1983 JAPAN JAL-40 “GREEN WATER” (LP) |

### スタッフ
| Compilation Supervisor: 山下達郎                                                                                   |
| Compilation Co-ordinator: 岡村晃 & 齋田清剛 (BMG FUNHOUSE), 野島正治 (Smile Pub.) & 小川さゆり (Tenderberry Music) |
| |
| Analog-Digital Transfer: 小島康太郎 (Victor Aoyama)                                                                |
| CD Mastering Engineer: 原田光晴 (On Air Azabu)                                                                     |
| |
| Art Direction & Design: 梁間修作, 荻野邦子 & 高橋朋子 (TohokushinshaFilm Co.)                                      |
| Photographs: 井出貴久                                                                                              |
| Styling: 佐野伸広                                                                                                  |
| Music Score Transcribe: 半田陽子                                                                                   |
| |
| 岩崎宏美 courtesy of Victor Entertainment, Inc. (M-11,12)                                                          |
| 尾藤イサオ courtesy of TOSHIBA-EMI LIMITED (M-13)                                                                  |
| |
| Special Thanks to; Victor Entertainment, BMG FUNHOUSE, TOKUMA JAPAN, PONY CANYON & UNIVERSAL MUSIC                 |

## リリース日一覧
| 地域 | 発売日    | リリース                          | 規格 | 品番     | 備考 |
| ---- | --------- | --------------------------------- | ---- | -------- | --- |
| 日本 | 2004年4月 | WILD HONEY RECORDS ⁄ BMG FUNHOUSE | CD   | WCD-8004 | 山下達郎が作曲家として他アーティストに提供した作品を集めた、オフィシャル・ファンクラブによる独自企画CD。オリジナル・アナログ・マスター・テープ使用による最新リマスター。山下自身による詳細ライナー付き。 |